# Zyuden Sentai Kyoryuger
Zyuden Sentai Kyoryuger (jap. 獣電戦隊キョウリュウジャー Jūden Sentai Kyōryūjā; Oddział Elektrozaurów Kyoryuger) – japoński serial z gatunku tokusatsu z roku 2013. Jest trzydziestym śiódmym serialem z sagi Super Sentai, stworzony przez Toei Company. Emitowany jest na kanale TV Asahi w każdą niedzielę od 17 lutego 2013.
Z ratingiem 3,9% widowni, Kyoryuger jest Sentaiem z najgorszym odsetkiem widzów w historii.
Jego amerykańską  adaptacją jest serial Power Rangers Dino Charge.

## Fabuła
Dawno temu w czasach kiedy na Ziemi żyły dinozaury, planeta została zaatakowana przez kosmiczną Armię Debos. Przeciwko najeźdźcom do walki staje bóg Torin oraz Elektrozaury (jap. 獣電竜 Jūdenryū). Bóg i dinozaury wygrywają walkę. W obecnych czasach Armia Debos powraca. Torin wybiera piątkę śmiałków, którzy najpierw muszą ujarzmić Elektrozaury a następnie, dzięki ich mocy, stać się tytułowymi Kyoryugersami. Ich zadaniem jest odparcie drugiego najazdu uratowanie świata.

## Bohaterowie

### Główni Kyoryugersi
- Daigo Kiryū (jap. 桐生 ダイゴ Kiryū Daigo) / Kyoryu Czerwony (jap. キョウリュウレッド Kyōryū Reddo; Kyoryu Red) – główny bohater serialu i lider Kyoryugersów. Ma 20 lat i nosi ksywkę Król (キング Kingu, King). Daigo jest prostolinijnym i odważnym optymistą. Często nie myśli przed zrobieniem czegoś co prowadzi go do problemów, choć swój brak inteligencji kompensuje spostrzegawczością. Będąc małym dzieckiem po śmierci swej matki Daigo wyruszył w podróż ze swym ojcem Dantetsu, który ofiarował mu bursztynowy medalion z zębem dinozaura mówiąc chłopcu, że doprowadzi to go do siły. Podczas ekspedycji Dantetsu postawił syna przed wyborem powrotu do Japonii i spokojnym życiem albo pójściem w jego ślady. Chłopiec wybrał to drugie, zaś jego ojciec zniknął. Daigo był pierwszą osobą, która wdała się w walkę z powracającym na Ziemię Deboss. Spotkany przez niego Torin widząc jego męstwo ofiarował mu Gaburewolwera i nakazał mu ujarzmić Elektrozaura Gabutyrę mieszkającego w dżungli. Daigo pokonał go, jednak Gabutyra początkowo odmówił mu dania swej mocy. Daigo zyskał moc dinozaura chroniąc go przez jednym z kosmitów, którzy zabijali dinozaury i stał się przez to Kyoryugersem. Zakochana w nim Yayoi Ulshade specjalnie dla niego stworzyła nową Dinobaterię Gabutyra +1, jednak nie działała ona z Gaburewolwerem, ale z samym Gabutyrą, który zmniejszył się do rozmiarów owej broni. Tym samym Daigo zyskał moc przemiany w Karnawałowego Kyoryu Czerwonego (キョウリュウレッドカーニバル Kyōryū Reddo Kānibaru, Kyoryu Red Carnival) i moc używania pozostałych Elektrozaurów. Podczas walki z Bogiem Deboss Daigo niemalże ginie, jednak zostaje ocalony przez więzi jakie zawiązał z pozostałymi członkami drużyny. Po pokonaniu Deboss Amy wyjawia mu swe uczucia do niego i stają się parą.

- Ian Yorkland (jap. イアン・ヨークランド Ian Yōkurando) / Kyoryu Czarny (jap. キョウリュウブラック Kyōryū Burakku; Kyoryu Black) – 23-letni Anglik, łowca przygód i były student archeologii. Pokonał Parasaguna w pobliżu pewnego zamku w Europie stając się kandydatem na Kyoryugersa. Ian jest wesołym osobnikiem lubiącym flirtować z dziewczynami (m.in. z Amy) oraz robić innym kawały. Jest jednak bardzo inteligentny i lojalny oraz świetnie strzela. Mimo swojego pogodnego charakteru Ian ma smutną przeszłość gdyż podczas jednej z wypraw badawczych na skutek ataku Aigarona ginie jego kolega Shiro Mifune. To spowodowało, że Ian był w szoku i dołączył do drużyny jako ostatni poprzysięgając zemstę na Aigaronie. Do walki stosuje głównie swe zdolności strzeleckie oraz spryt.

- Nobuharu Udo (jap. 有働 ノブハル Udo Nobuharu) / Kyoryu Niebieski (jap. キョウリュウブルー Kyōryū Burū; Kyoryu Blue) – 32-letni pracowity elektryk, zwany Nossanem przez resztę ze względu na swój wiek. Jest nieco komiczną postacią- udaje twardego, opowiada suche żarty, które rozumiał tylko jego zmarły szwagier Ken'ichi Fukui. Po jego śmierci Nossan zdecydował się wziąć pod opiekę swą siostrę Yūko i ich córkę Rikę oraz zamieszkać z nimi. Podczas wycieczki natknął się na Stegotchiego i po zwycięstwie nad nim oswoił go czym stał się kandydatem na Kyoryugersa. Fizycznie Nossan jest najsilniejszym z głównej piątki Kyoryugersów, zarówno w przemienionej jak i nieprzemienionej postaci.

- Sōji Rippukan (jap. 立風館 ソウジ Rippūkan Sōji) / Kyoryu Zielony (jap. キョウリュウグリーン Kyōryū Gurīn; Kyoryu Green) – 16-letni licealista praktykujący sztukę walki mieczem kendo w stylu Musōken, który jest przekazywany w jego rodzinie z pokolenia na pokolenie. Jest najmłodszy w drużynie, ale jak na swój wiek Sōji jest nieco poważną i myślącą chłodno osobą. Mimo wszystko chłopak nie jest skłonny do chodzenia z dziewczynami co irytuje szefową szkolnego kółka kendo Rin Katsuyamę, która podkochuje się w nim skrycie. Sōji nie chce żyć w cieniu swego ojca Genryū, co spowodowało, że pokonał on w pojedynku Zakutora i stał się kandydatem na Kyoryugersa. Jego matka jest światowej sławy projektantką mody, jednak pozostaje w separacji z mężem. Sōji jest szermierzem drużyny, w walce zwykle posługuje się mieczem. Torin widział w nim godnego następcę jako dzierżyciela Pierzastego Ostrza, które ostatecznie mu przekazał. W filmie Kyoryuger 100 lat później Sōji dalej żyje i wyszło na jaw, że ożenił się z Rin.

- Amy Yūzuki (jap. アミィ結月 Amī Yūzuki) / Kyoryu Różowy (jap. キョウリュウピンク Kyōryū Pinku; Kyoryu Pink) – 18-letnia studentka amerykańsko-japońskiego pochodzenia. Pochodzi z bogatej rodziny, choć jest chłopczycą i ignoruje swoje bogactwo sądząc, że do wszystkiego winna dojść sama. Amy jest przy tym dziewczyną dość upartą, ale chętną do pomocy innym ludziom. Jest też bardzo utalentowana, gdyż umie jeździć na monocyklu i używać stóp jak dłoni. Pokonała w Wielkim Kanionie Dricerę i oswajając ją stała się kandydatką na Kyoryugersa. Amy specjalizuje się w walce wręcz, zwłaszcza w atakach z użyciem nóg. Jest zakochana w Daigo co owocuje wejście z nim w związek w ostatnim odcinku serialu oraz następnie ślubem.

- Utsusemimaru (jap. 空蝉丸) / Kyoryu Złoty (jap. キョウリュウゴールド Kyōryū Gōrudo; Kyoryu Gold) – zwany przez pozostałych "Utchy'm" (ウッチー Utchī) jest samurajem pochodzącym z okresu Sengoku. 400 lat temu Utchy był rōninem, który został uczyniony samurajem przez feudała Moshinosukego Iwaizumiego, który wyglądem przypominał Daigo. Podczas ataku Deboss na Japonię w tamtym okresie, Utchy ujarzmił Pteragordona by skorzystać z jego mocy do walki z najeźdźcą stając się tym samym Kyoryu Złotym. Niestety w trakcie jednej potyczki nieprzemieniony Utchy ratując dziecko z rąk Deboss wpadł w zastawioną pułapkę, jednak Iwaizumi przyjmuje przeznaczony dla niego cios ginąc na miejscu. Niedługo później towarzysze Utchyego również zostają zabici, zaś Torin zostaje porwany przez Dogolda. Utchy ratuje go, jednak zostaje przez Dogolda zapieczętowany w jego zbroi. Dzięki pomocy Ramireza Kyoryugersom udaje się wypuścić samuraja z więzów. Młody wojownik dołącza do głównej grupy jako szósty wojownik, ale musi odnaleźć się w nowej rzeczywistości.

### Dodatkowi Kyoryugersi
- Kyoryu Cyjanowy (キョウリュウシアン Kyōryū Shian, Kyoryu Cyan)
  - Ramirez (ラミレス Ramiresu) – wojownik który 500 lat temu został wybrany przez Ankydona na Kyoryu Cyjanowego. Wspólnie z nim walczył przeciw potworowi Debos, jednak został przez niego zabity i w obecnych czasach przebywa w postaci ducha, kiedy to daje Kyoryugersom moc swego partnera. Pomógł Torinowi i Daigo uratować Utchyego i Pteragordona. Zaprzyjaźnił się też z innym wojownikiem-duchem – Tessaiem, z którym tworzy duet Duchowojowników. Ramirez ostatecznie przekazuje swe moce siostrze Nobuharu – Yūko Fukui. W ostatnim odcinku wraz z Torinem i Tessaiem odchodzi do zaświatów po zwycięstwie bohaterów. Mimo że jest liczony jako siódmy wojownik, Ramirez jest de facto szóstym wojownikiem, jaki pojawił się w serii.
  - Yūko Fukui (福井 優子 Fukui Yūko) – młodsza siostra Nobuharu. Jest wdową samotnie wychowującą swą córkę Rikę. Jej zmarły mąż Ken'ichi był jedyną osobą rozumiejącą humor Nobuharu. W 47 odcinku Yūko zostaje wybrana przez Ramireza na jego następczynię.
- Kyoryu Szary (キョウリュウグレー Kyōryū Gurē, Kyoryu Gray)
  - Tessai (鉄砕)
  - Shin'ya Tsukouchi (津古内 真也 Tsukouchi Shin'ya) – mangaka, autor ulubionego komiksu Amy i Luckyuro "Love Touch". Tsukouchi jest potomkiem Tessaia i wygląda niemalże identycznie jak on. Od niego też w 47 odcinku otrzymał moce Kyoryu Szarego i stał się jego następcą.
- Kyoryu Fioletowy (キョウリュウバイオレット Kyōryū Baioretto, Kyoryu Violet)
  - Doktor Ulshade (ドクター・ウルシェード Dokutā Urushēdo)
  - Yayoi Ulshade (弥生ウルシェード Yayoi Urushēdo)
- Kyoryu Srebrny (キョウリュウシルバー Kyōryū Shirubā, Kyoryu Silver)
  - Torin (トリン)
  - Dantetsu Kiryū (桐生 ダンテツ Kiryū Dantetsu)

### Broń
- Gaburewolwer (ガブリボルバー Gaburiborubā, Gaburevolver)
- Gaburikalibur (ガブリーキャリバー Gaburīkyaribā, Gaburicalibur)

### Elektrozaury
- Gabutyra (jap. 獣電竜一号ガブティラ Jūdenryū Ichigō Gabutira) – tyranozaur, partner Kyoryu Czerwonego. Podczas ataku Debos został wybudzony ze snu przez Torina i szybko zainteresował się Daigo, który po miesiącu go ujarzmił i stał się Kyoryugersem. Gabutyra tworzy głowę, tors, ramiona i nogi Kyoryujina. W swej zmniejszonej wersji zwanej Gabutyra de Carnival (ガブティラ・デ・カーニバル Gabutira De Kānibaru), albo inaczej Minityrą (ミニティラ Minitira) stanowi urządzenie, które pozwala Kyoryu Czerwonemu przejść w formę Karnawału.
- Parasagun (jap. 獣電竜二号パラサガン Jūdenryū Nigō Parasagan) – parazaurolof, partner Kyoryu Czarnego. Został ujarzmiony przez Iana, który stał się przez to Kyoryugersem. Może być alternatywną prawą ręką Kyoryujina.
- Stegotchi (jap. 獣電竜三号ステゴッチ Jūdenryū Sangō Sutegotchi) – stegozaur, partner Kyoryu Niebieskiego. Nobuharu pokonał go stając się tym samym Kyoryugersem. Stegotchi tworzy podstawową prawą rękę Kyoryujina.
- Zakutor (jap. 獣電竜四号ザクトル Jūdenryū Yongō Zakutoru) – welociraptor, partner Kyoryu Zielonego. Został ujarzmiony przez Sōjiego, który stał się przez to Kyoryugersem. Może być alternatywną lewą ręką Kyoryujina.
- Dricera (jap. 獣電竜五号ドリケラ Jūdenryū Gogō Dorikera) – triceratops, partnerka Kyoryu Różowego. Amy pokonała ją stając się tym samym Kyoryugersem. Dricera tworzy podstawową lewą rękę Kyoryujina.
- Pteragordon (jap. 獣電竜六号プテラゴードン Jūdenryū Rokugō Puteragōdon) – pteranodon, partner Kyoryu Złotego. Początkowo został uznany za zabitego w pierwszej wojnie z Debos, jednak źli kosmici postanawiają użyć fałszywej Jūdenchi by go wybudzić i by następnie Dogold mógł przejąć nad nim kontrolę. Pteragordon zostaje jednak przywrócony na dobrą stronę przez Daigo, Torina i Ramireza i oddany Utchiemu. Może samodzielnie przekształcić się w robota zwanego Pteraiden'ō.
- Ankydon (jap. 獣電竜七号アンキドン Jūdenryū Nanagō Ankidon) – ankylozaur, partner Kyoryu Cyjanowego.
- Bunpachy (jap. 獣電竜八号ブンパッキ Jūdenryū Hachigō Bunpakki) – pachycefalozaur, partner Kyoryu Szarego.
- Plezuon (jap. 獣電竜九号プレズオン Jūdenryū Kyūgō Purezuon) – plezjozaur, partner Kyoryu Fioletowego.
- Bragigas (jap. 獣電竜十号ブラギガス Jūdenryū Jūgō Buragigasu) – brachiozaur, partner Kyoryu Srebrnego.
- Tobaspino (jap. 獣電竜零号トバスピノ Jūdenryū Reigō Tobasupino) – spinozaur, partner Deathryugera, a następnie Kyoryu Granatowego.

### Mecha
- Kyōryūjin (キョウリュウジン, Bóg Dinozaurów)
- Pteraiden-Oh (プテライデンオー Puteraiden'ō)
- Plezu-Oh (プレズオー Purezuō)
- Gigant Bragi-Oh (ギガントブラギオー Giganto Buragiō)
- Spinodai-Oh (スピノダイオー Supinodaiō)

## Armia Debos
Armia Debos (jap. デーボス軍 Dēbosu Gun) to kosmiczna armia, która została stworzona przez samego Debosa. Kiedy Debos został zamrożony jego armia gromadziła ludzkie emocje by go uwolnić.
- Bóg Debos (暗黒種デーボス Ankoku-shu Dēbosu) – został stworzony by stać się ostateczną formą życia. Podróżował po wszechświecie by zniszczyć wszelkie życie. Kiedy przybył na ziemie został zdradzony przez Torina i z pomocą Elektrozaurów uwięzili go. Do przebudzenia Debosa potrzebne były ludzkie emocje które jego armia dla niego gromadziła.
- Chaos (カオス Kaosu) – starszy brat Torina i lojalny sługa Debosa.
- Dogold (ドゴルド Dogorudo) – wojownik gniewu. Jego zadaniem było zdobywanie ludzkiego gniewu.
- Aigaron (アイガロン) – wojownik smutku. Jego zadaniem było zdobywanie ludzkiego smutku.
- Candelila (キャンデリラ Kyanderira)  – wojowniczka radości. Jej zadaniem było zdobywanie ludzkiej radości.
- Luckyuro (ラッキューロ Rakkyūro) – posłaniec, partnerka Candelily, jako jedyna nie był wojownikiem.
- Endolf (エンドルフ Endorufu) – wojownik nienawiści. Jego zadaniem było zdobywanie ludzkiej nienawiści.
- Deathryuger (デスリュウジャー Desuryūjā) – wojownik brutalności i pierwszy wojownik stożony przez Debosa.
- Killbolero (キルボレロ Kiruborero)  – nowy wojownik radości. Miał on zastąpić Candelilie.
- Icerondo (アイスロンド Aisurondo) – nowy wojownik smutku. Miał on zastąpić Aigarona.
- Zorimy i Cambrima – żołnierze armii Debosa.
- Debo Potwory – są to specyficzne potwory które tworzyli członkowie armii Debosa. Posiadali specjalne zdolności, które wykorzystywali do zdobywania ludzkich emocji.
- Niszczyciele
- Twórca Devius – pradawny kosmiczny bóg który stworzył Debossa.
- Salamz – wysłannik Deviusa.

## Obsada
- Daigo Kiryū/Kyoryu Czerwony: Ryō Ryūsei
- Ian Yorkland/Kyoryu Czarny: Shūsuke Saitō
- Nobuharu Udo/Kyoryu Niebieski: Yamato Kinjō
- Sōji Rippukan/Kyoryu Zielony: Akihisa Shiono
- Amy Yūzuki/Kyoryu Różowy: Ayuri Konno
- Utsusemimaru/Kyoryu Złoty: Atsushi Murayama
- Torin: Toshiyuki Morikawa (głos i ludzka postać)
- Ramirez: Robert Baldwin
- Tessai, Shin'ya Tsukouchi: Masayuki Deai (także Eiji Takaoka/Bouken Srebrny w Boukenger)
- Yūko Fukui: Ayumi Kinoshita (także Jasmine/Deka Żółty w Dekaranger)
- Doktor Ulshade, Narrator: Shigeru Chiba
- Yayoi Ulshade: Marie Iitoyo
- Dantetsu Kiryū: Shigeru Yamashita
- Bóg Debos: Tōru Ōkawa (głos)
- Chaos: Takayuki Sugō (głos)
- Aigaron: Yū Mizushima (głos)
- Dogold: Satoshi Tsuruoka (głos)
- Candelila: Haruka Tomatsu (głos)
- Luckyuro: Ai Orikasa (głos)
- Endolf: Masaya Matsukaze (głos)
- Icelond: Ryōta Takeuchi (głos)
- Killbolero: Akio Suyama (głos)